# خرج عن مساره
خرج عن مساره (بالإنجليزية: Derailed)‏ هو فيلم أكشن إثارة مبني على رواية تحمل نفس الاسم للكاتب جيمس سيغل. الفيلم من إخراج ميكايل هافستروم وبطولة كلايف أوين، جينيفر أنيستون، فانسن كاسل، جيانكارلو اسبوزيتو وديفيد موريسي، صدر الفيلم في 11 نوفمبر 2005.

## نبذة
(شين) مدير تنفيذي لإحدى شركات العلاقات العامة، متزوج من امرأة جميلة، ولديه أطفال، يقابل (لوسيندا)؛ وهي امرأة متزوجة، تنمو بينهما علاقة صداقة، تتحول إلى علاقة جسدية، وتتعدد لقاءاتهما، لكن يعرف المجرم الخطير (لاروتشي) بالعلاقة، ويفاجئهما معاً، ويقوم بابتزازهما؛ مما يحيل حياتهما إلى جحيم.